# Dōgen
Eihei Dōgen (永平道元) també Dōgen Zenji (道元禅師) o Dōgen Kigen (道元希玄) o Koso Joyo Daishi (literalment Gran Mestre) (Kyoto, 19 de gener de 1200 – Ib., 22 de setembre de 1253) va ser un mestre budista japonès fundador de l'escola Soto zen al Japó.
Originalment ordenat monjo a l'Escola Tendai de Kyoto, no estava satisfet amb els seus ensenyaments i va viatjar a la Xina per cercar el que creia que era un budisme més autèntic. Hi va romandre durant cinc anys, estudiant sota la tutela de Tiantong Rujing, un eminent mestre de l'escola Caodong del budisme Chan xinès. Al seu retorn al Japó, va començar a promoure la pràctica del zazen (meditació assegut) a través d'obres literàries com Fukan zazengi i Bendōwa.
Finalment va trencar completament les relacions amb la poderosa Escola Tendai i, després de diversos anys de probable fricció entre ell i l'establishment, va anar-se'n de Kyoto cap al camp muntanyós on va fundar el monestir Eihei-ji, que avui dia encara es manté com el temple principal de l'escola Sōtō.
Dōgen és conegut per la seva extensa escriptura, inclosa la seva obra més famosa, la col·lecció de 95 assajos anomenats Shōbōgenzō, però també per l'obra Eihei Kōroku, una col·lecció de les seves conferències, poesies, i comentaris, i per l'obra Eihei Shingi, el primer codi monàstic zen escrit al Japó, entre d'altres.

## Biografia

### Primers anys
Dōgen probablement va néixer en una família noble, encara que com a fill il·legítim de Minamoto Michichika. El seu pare adoptiu era el seu germà gran Minamoto no Michitomo, que va servir a la cort imperial com a ashō (亞相, Conceller d'estat) d'alt rang. La seva mare, anomenada Ishi, filla de Fujiwara no Motofusa i germana del monjo Ryōkan Hōgen, es diu que va morir quan Dōgen tenia 7 anys.

### Formació primerenca
El 1212, la primavera del seu tretzè any, Dōgen va fugir de la casa del seu oncle Matsudono Moroie i va anar al seu oncle Ryōkan Hōgen als peus del mont Hiei, la seu de l’escola budista Tendai. Afirmant que la mort de la seva mare era el motiu pel qual volia fer-se monjo, Ryōkan va enviar el jove Dōgen a Jien, un abat a Yokawa al mont Hiei. Segons el Kenzeiki (建撕記), es va posar en possessió d'una sola pregunta pel que fa a la doctrina Tendai:
| « | Mentre estudien tant l'escola exotèrica com l'esotèrica del budisme, sostenen que els éssers humans estan dotats de naturalesa-de-buda per naixement. Si aquest és el cas, per què els Budes de totes les edats, sens dubte en possessió de la il·luminació, van trobar necessari buscar la il·luminació i participar en la pràctica espiritual? | » |

Aquesta pregunta va ser, en gran part, motivada pel concepte Tendai de la il·luminació original (本覚hongaku), que afirma que tots els éssers humans estan il·luminats per la natura i que, en conseqüència, qualsevol noció d'aconseguir la il·luminació mitjançant la pràctica és fonamentalment defectuosa.
El Kenzeiki afirma a més que no va trobar cap resposta a la seva pregunta al Mont Hiei, i que estava desil·lusionat per la política interna i la necessitat de protagonisme social per a millora. Per tant, Dōgen va marxar per buscar una resposta d'altres mestres budistes. Va anar a visitar Kōin, l'abat Tendai del temple Onjō-ji (園城寺), fent-li aquesta mateixa pregunta. Kōin va dir que, per trobar una resposta, potser voldria considerar estudiar Chán a la Xina. El 1217, dos anys després de la mort del budista zen contemporani Myōan Eisai, Dōgen va anar a estudiar al temple Kennin-ji (建仁寺), sota el successor d'Eisai, Myōzen (明全).

### Viatge a la Xina
El 1223, Dōgen i Myōzen van emprendre el perillós pas a través del mar de la Xina Oriental fins a la Xina (dinastia Song) per estudiar a Jing-de-si (景德寺.) com havia fet una vegada Eisai. Al voltant de l'època, l’Imperi Mongol estava fent guerres a les diferents dinasties de la Xina.
A la Xina, Dōgen va ser primer als principals monestirs de Chan a la província de Zhèjiāng. En aquest moment, la majoria dels mestres de Chan van basar la seva formació en l'ús de Koan (japonès: kōan). Encara que Dōgen va estudiar assíduament els kōans, es va desencantar amb el gran èmfasi que se'ls havia posat, i es va preguntar per què els sutres no s'estudiaven més. En un moment donat, a causa d'aquest desencantament, Dōgen fins i tot va rebutjar la transmissió de Dharma d'un mestre. Després, el 1225, va decidir visitar un mestre anomenat Rújìng (J. Nyojō), el tretzè patriarca del llinatge Cáodòng (J. Sōtō) del budisme Zen, en el Mont Tiāntóng. Rujing tenia fama de tenir un estil de Chan que era diferent dels altres mestres que Dōgen havia trobat fins aleshores. En escrits posteriors, Dōgen es va referir a Rujing com el Vell Buda. A més, va descriure afectuosament tant Rujing com Myōzen com senshi (先師, vell professor).
Amb Rujing, Dōgen es va adonar de l'alliberament del cos i de la ment en escoltar el mestre parlar d'expulsar el cos i la ment. Aquesta frase continuaria tenint gran importància per a Dōgen al llarg de la seva vida, i es pot trobar dispersa a través dels seus escrits, com —per exemple— en una famosa secció de la seva Genjōkōan (pendent de confirmació):
| « | Estudiar el Camí és estudiar el Jo. Estudiar el jo és oblidar el jo. Oblidar el jo és ser il·luminat per totes les coses de l'univers. Ser il·luminat per totes les coses de l'univers és desfer el cos i la ment del jo, així com els dels altres. Fins i tot els rastres de la il·luminació s'esborren, i la vida amb una il·luminació sense rastre continua per sempre i sempre. | » |

Myōzen va morir poc després que Dōgen arribés al mont Tiantong. El 1227, Dōgen va rebre la transmissió del Dharma i l'inka de Tiantong Rujing com a mestre de l'escola Cáodòng (曹洞宗)., i va comentar com finalment havia resolt "la recerca de la vida de la gran qüestió".

### Retorn al Japó
Va tornar el 1227 i va desenvolupar la seva activitat religiosa en temples propers a Kyoto, i va reunir al seu al voltant una comunitat de seguidors de la nova escola del budisme Zen. Entre les seves primeres accions en tornar va ser escriure el Fukanzazengi (普観坐禅儀; Instruccions universalment recomanades per a Zazen), un text breu que emfatitza la importància i dóna instruccions per a zazen (meditació asseguda).

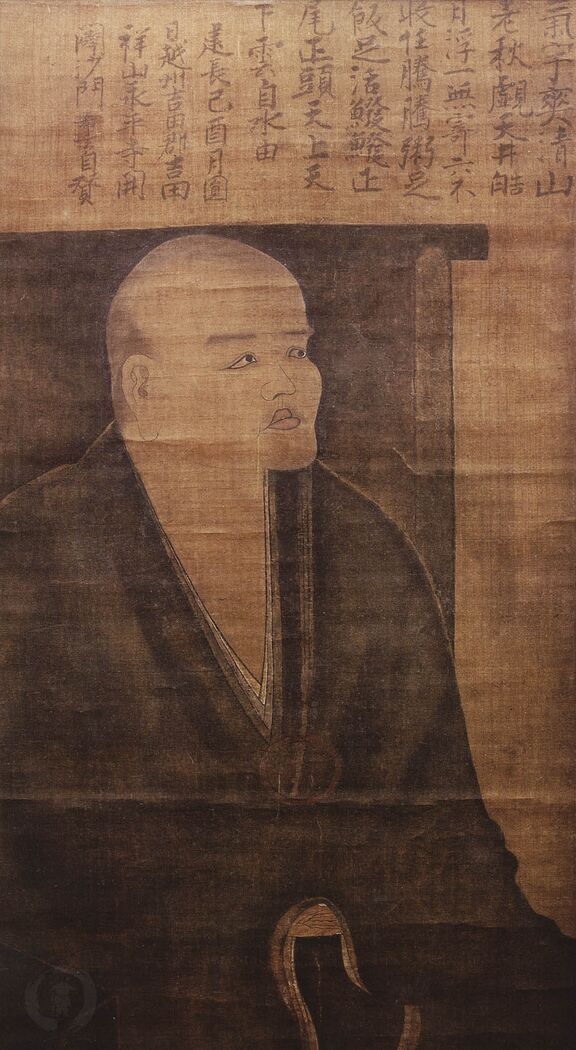
Dōgen mirant la lluna. Monestir Hōkyō-ji, prefectura de Fukui, cap al 1250.

Tanmateix, la tensió va sorgir aviat quan la comunitat Tendai va començar a prendre mesures per suprimir tant el Zen com el Jōdo Shinshū, les noves formes de budisme al Japó. Davant d'aquesta tensió, Dōgen va abandonar el domini Tendai de Kyōto el 1230, instal·lant-se en canvi en un temple abandonat en el que avui és la ciutat d'Uji, al sud de Kyōto.
El 1233, Dōgen va fundar el Kannon-dōri-in en Fukakusa com un petit centre de pràctica. Més tard va expandir aquest temple en Kōshōhōrin-ji.

### Eihei-ji

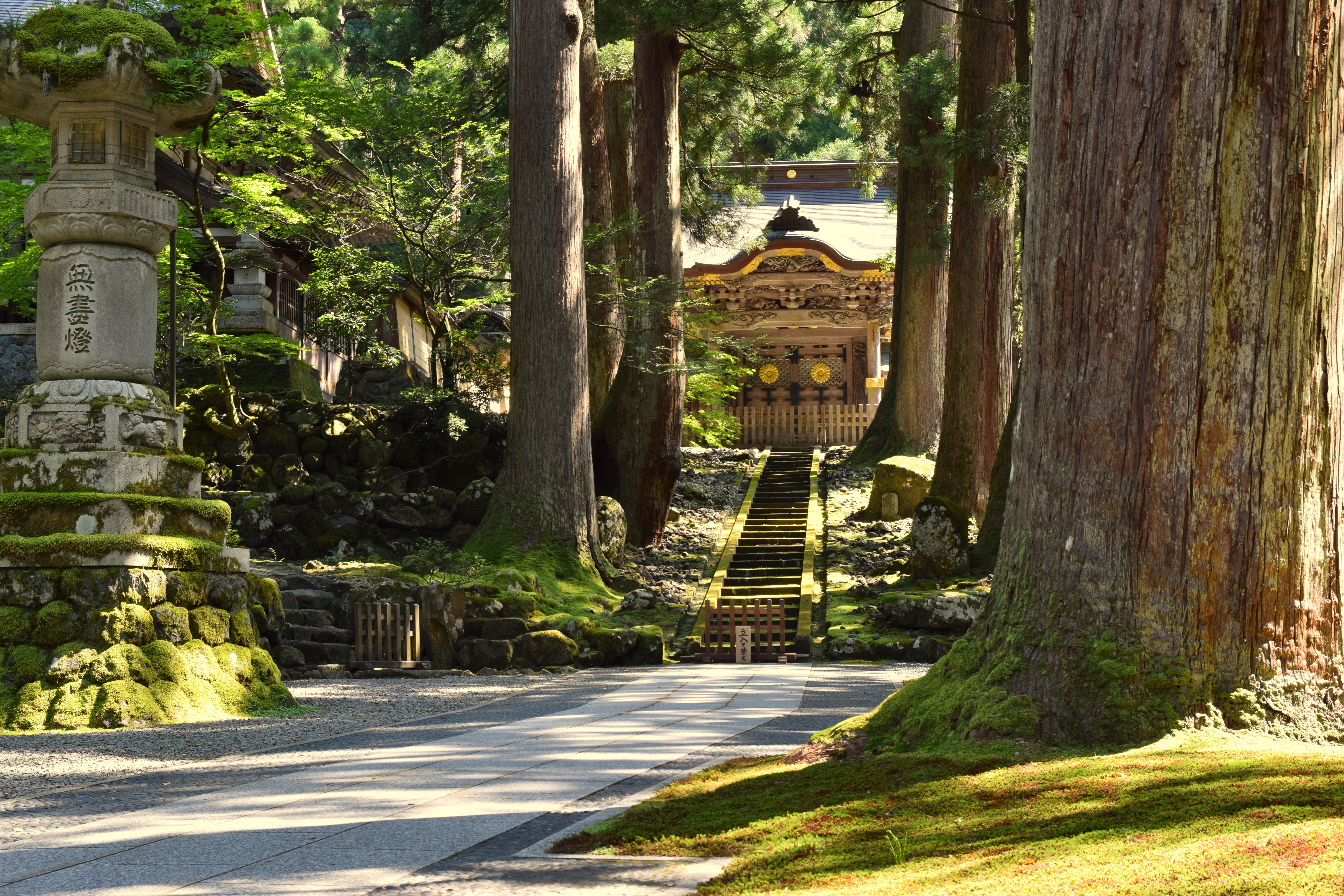
Temple Eihei-ji

El 1243, el clan Hatano (波多野義重) es va oferir a traslladar la comunitat de Dōgen a la província d'Echizen, molt al nord de Kyōto. Dōgen va acceptar a causa de la tensió contínua amb la comunitat Tendai i la creixent competència de l'escola Rinzai.
Allà va fundar el temple Eihei-ji (永平寺), que es manté fins a l'actualitat com un dels dos temples principals de l'escola Soto zen.
Els seus seguidors hi van construir un centre integral de pràctica, anomenant-lo Temple Daibutsu (Daibutsu-ji,大仏寺). Mentre es feien les obres de construcció, Dōgen viuria i ensenyaria al temple Yoshimine-dera (Kippō-ji,吉峯寺.), que es troba a prop de Daibutsu-ji. Durant la seva estada a Kippō-ji, Dōgen va caure en una depressió. Va marcar un punt d'inflexió en la seva vida, donant pas a la crítica rigorosa del Zen Rinzai. Va criticar Dahui Zonggao, la figura més influent de la dinastia Song Chán.
El 1246, Dōgen va canviar el nom de Daibutsu-ji, anomenant-lo Eihei-ji. Aquest temple segueix sent un dels dos temples principals de Sōtō Zen al Japó avui en dia, l'altre és Sōji-ji.
Dōgen va passar la resta de la seva vida ensenyant i escrivint a Eihei-ji. El 1247, el regent de shōgun acabat d'instal·lar, Hōjō Tokiyori, va convidar a Dōgen a anar a Kamakura per a ensenyar-li. Dōgen va fer el llarg viatge cap a l'est per a proporcionar el shōgun amb ordenació laica, i després va tornar a Eihei-ji el 1248. La tardor de 1252, Dōgen va emmalaltir i aviat no va mostrar signes de recuperació. Va presentar les seves túniques al seu aprenent principal, Koun Ejō, la qual cosa el va convertir en l'abat d'Eihei-ji.

### Mort
Per invitació de Hatano Yoshishige, Dōgen va marxar cap a Kyōto a la recerca d'un remei per a la seva malaltia. El 1253, poc després d'arribar a Kyōto, Dōgen va morir. Poc abans de la seva mort, havia escrit un poema de mort:
| « | Cinquanta-quatre anys il·luminant el cel. Un salt tremolant destrossa mil milions de mons. Hah! Tot el cos sembla res. Vivent, em submergeixo en fonts grogues. | » |

## El Zen de Dōgen
En el cor de la varietat de Zen que va ensenyar Dōgen hi ha una sèrie de conceptes clau, els quals són recalcats de forma repetida en els seus escrits. Tots aquests conceptes estan íntimament interrelacionats els uns amb els altres en el grau en el qual tots estan directament connectats amb el zazen, o la meditació asseguda, la qual considerava Dōgen que és idèntica al Zen, com s'expressa clarament en la primera frase del manual d'ensenyament de l'any 1243, Zazen-gi (坐禪儀 o "Principis de Zazen"): 
| « | "Estudiar el Zen... és zazen". | » |

Quan fa referència al zazen, Dōgen sovint es refereix específicament a shikantaza, traduïble lliurement com "res més que asseure's" o "només asseure's", que és un tipus de meditació asseguda en la qual: 
| « | "el meditador s'asseu en un intens estat d'atenció concentrada que està lliure de pensaments, no dirigida sobre cap objecte, ni unida a cap contingut en particular" | » |

## Llegat
La seva obra mestra, Shōbōgenzō (正法眼蔵), és un dels cims de la literatura Zen. Escrita al llarg de més de vint anys, es compon en les seves edicions canòniques de 92 llibres o fascicles.
Dōgen va tractar en ells una gran varietat de temes, des d'indicacions pràctiques per a l'organització de la vida monacal o la correcta pràctica del zazen, a records del seu viatge a la Xina o reflexions filosòfiques, entre les quals destaca la seva concepció del temps.

## En la cultura popular
- El 2009 es va estrenar al Japó una pel·lícula biogràfica sobre la vida de Dōgen titulada Zen (禅) dirigida per Banmei Takahashi i amb Nakamura Kankurō VI en el paper de Dōgen.
- A la sèrie estatunidenca Lost, un personatge japonès, capdavanter d'una tribu nativa, es diu Dogen.

## Obres
- Eiheikoroku (Crònica extensa d'Eihei); una recopilació de les conferències de Dogen. Està dividida en deu volums.[17]
- Eiheishingi (Purs criteris d'Eihei); inclou altres textos com el Bendoho (Mètodes de la recerca de la veritat), Fushukuhanho (Mètode de fer els menjars), Tenzokyokun (Instruccions per al cuiner). Es tracten de textos orientats a l'ordre comunitari de la vida monacal.
- Fukanzazengi (Guia universal per al mètode estàndard de zazen); instruccions per a la correcta pràctica del zazen.
- Gakudoyojinshu (Col·lecció de temes sobre l'aprenentatge de la veritat); un conjunt de textos independents, probablement recopilats per Dogen. Aborden temes relatius a la pràctica del budisme.
- Hogyoki (Crònica de l'era Hogyo); preguntes i respostes entre Dogen i el seu mestre Tendo Nyojo (Tiantong Rujing).
- Shinji-shobogenzo (Tresor del veritable ull del dharma en caràcters xinesos); recopilació de Dogen de 300 koans en xinès, sense comentaris.[18]
- Shobogenzo (Tresor del veritable ull del dharma); és l'obra més reconeguda de Dogen que en edicions modernes compta amb 95 capítols. Tracta sobre una àmplia quantitat de temes, però els punts principals són la no dualitat de la realitat i el zazen com a via principal per aconseguir el coneixement de la realitat.
- Shobogenzo Zuimonki (Tresor del veritable ull del dharma fàcil d'entendre per a les oïdes); col·lecció de xerrades informals de Dogen, esdevingudes entre 1235 i 1237.